# Burning Angel
Burning Angel är en EP av Arch Enemy, utgivet den 6 mars 2002 på Century Media.
På låten Starbreaker är det Johan Liiva, bandets förra vokalist, som sjunger.

## Låtlista
1. Burning Angel - 4:17 (från albumet Wages of Sin)
2. Lament of a Mortal Soul - 4:05
3. Starbreaker - 3:24 (Judas Priest-cover)

## Bandsättning
- Angela Gossow - sång
- Michael Amott - gitarr
- Christopher Amott - gitarr
- Sharlee D'Angelo - elbas
- Daniel Erlandsson - trummor